# Dish TV
DishTV India Ltd. (estilizado como dishtv) es una empresa que brinda el servicio de televisión por satélite en India. Es un filial de Zee Entertainment Enterprises. Fue clasificado # 437 y # 5 en la lista de empresas de medios de comunicación en la lista Fortune India 500 de las corporaciones más grandes de la India en 2011. Dish TV también fue votada la marca de DTH más confiada, según Reporte de Confiabilidad de Marcas de 2014, un estudio llevado a cabo por Trust Research Advisory. El 22 de marzo de 2018, Dish TV se fusionó con Videocon d2h, creando el proveedor de DTH más grande en India.

## Historia
DishTV lanzó el primer servicio de DTH en la India el 2 de octubre de 2003. La compañía decidió no competir con operadores de cable arraigados en los metros y áreas urbanas, y en su lugar se centró en la prestación de servicios a las zonas rurales y a las regiones no atendidas por la televisión por cable. Jawahar Goel, quien lideró el lanzamiento, recordó 10 años después: "Apenas teníamos cuatro transpondedores y solo podíamos ofrecer 48 canales, en comparación con el cable analógico que daba 60 y era mucho más barato. Y, STAR se negó a dar sus canales. Así que decidimos ir despacio y concentrarnos en los mercados de cables secos y frustrados, en lugar de en los mercados ricos en cables, y construir el mercado paso a paso". Dish TV adquirió 350.000 suscriptores en un plazo de 2 años desde su lanzamiento.
Después de un amargo proceso legal entre STAR y Zee, en 2007, las dos compañías hicieron una tregua y comenzaron a ofrecer sus canales en los servicios del otro. Esta decisión y la adquisición de más transpondedores por parte de Dish TV les permitió ofrecer 150 canales en su servicio, más que cualquier otro servicio DTH en la India en ese momento.

### Fusión con Videocon d2h
El 11 de noviembre de 2016, el Consejo de Administración de Dish TV y Videocon d2h acordó una fusión de todas las acciones de sus operaciones de DTH. La fusión creará el mayor proveedor de DTH de la India con una valoración total de ₹17,000 crore (US$2.4 billones). La entidad fusionada se denominará Dish TV Videocon Limited. Dish TV tendrá una participación del 55,4% en la entidad fusionada, mientras que Videocon d2h poseerá el resto de las acciones. Al 30 de septiembre de 2016, las dos empresas juntas tendrían 27,6 millones de suscriptores de los 175 millones de hogares indios estimados que poseen un televisor.
La fusión fue aprobada por la Comisión de Competición de India (CCI) el 10 de mayo de 2017, y por el Tribunal Nacional de Derecho de Empresas el 27 de julio de 2017. La fusión se enfrentó a la incertidumbre en enero de 2018, cuando Dish TV anunció que estaba revaluando la fusión después de que algunos de los prestamistas del Grupo Videocon solicitaron al Tribunal Nacional de Derecho de Empresas que abriera un procedimiento de insolvencia contra la empresa. En febrero de 2018, Dish TV anunció que tenía la intención de seguir con la fusión.
La fusión se completó oficialmente el 22 de marzo de 2018. La fusión convirtió a la nueva entidad combinada en el mayor proveedor de DTH de la India, con 17,7 millones de suscriptores activos. Dish TV y Videocon d2h reportaron números de ingresos separados en el año fiscal de 2017. Los ingresos totales combinados de las dos empresas fueron ₹8,077 crore (US$1,1 mil millones).

## Zing Digital
Zing Digital es una filial de Dish TV India lanzada en enero de 2015 para proporcionar acceso a los paquetes de canales regionales del sur de la India a un coste asequible. El servicio opera actualmente en Kerala, Tamil Nadu, Andhra Pradesh, Maharashtra, Telangana, Bengala Occidental y el estado de Odisha en la India. Es la primera btb de la India que tiene packs con canales seleccionados y coste.